# Ligdia suffusa
Ligdia suffusa là một loài bướm đêm trong họ Geometridae.